# Гронец (округ Брезно)
Гронец — село в окрузі Брезно Банськобистрицького краю Словаччини. Станом на грудень 2015 року в селі проживала 1231 людина. Протікає річка Осрблянка.

## Населення
| Рік:            | 1994. | 2004.   | 2014.   | 2024.   |
| --------------- | ----- | ------- | ------- | ------- |
| Кількість осіб: | 1159  | 1162    | 1220    | 1121    |
| Різниця:        |       | +0,25 % | +4,99 % | -8,11 % |

| Рік:            | 2023. | 2024.   |
| --------------- | ----- | ------- |
| Кількість осіб: | 1137  | 1121    |
| Різниця:        |       | -1,40 % |

## Відомі люди

### Народилися
- Алойз Сокол (1871-1932), угорський легкоатлет словацького походження, спортивний організатор, спортивний менеджер, архіваріус і лікар, бронзовий призер літніх Олімпійських ігор 1896.